# 파스콸리니

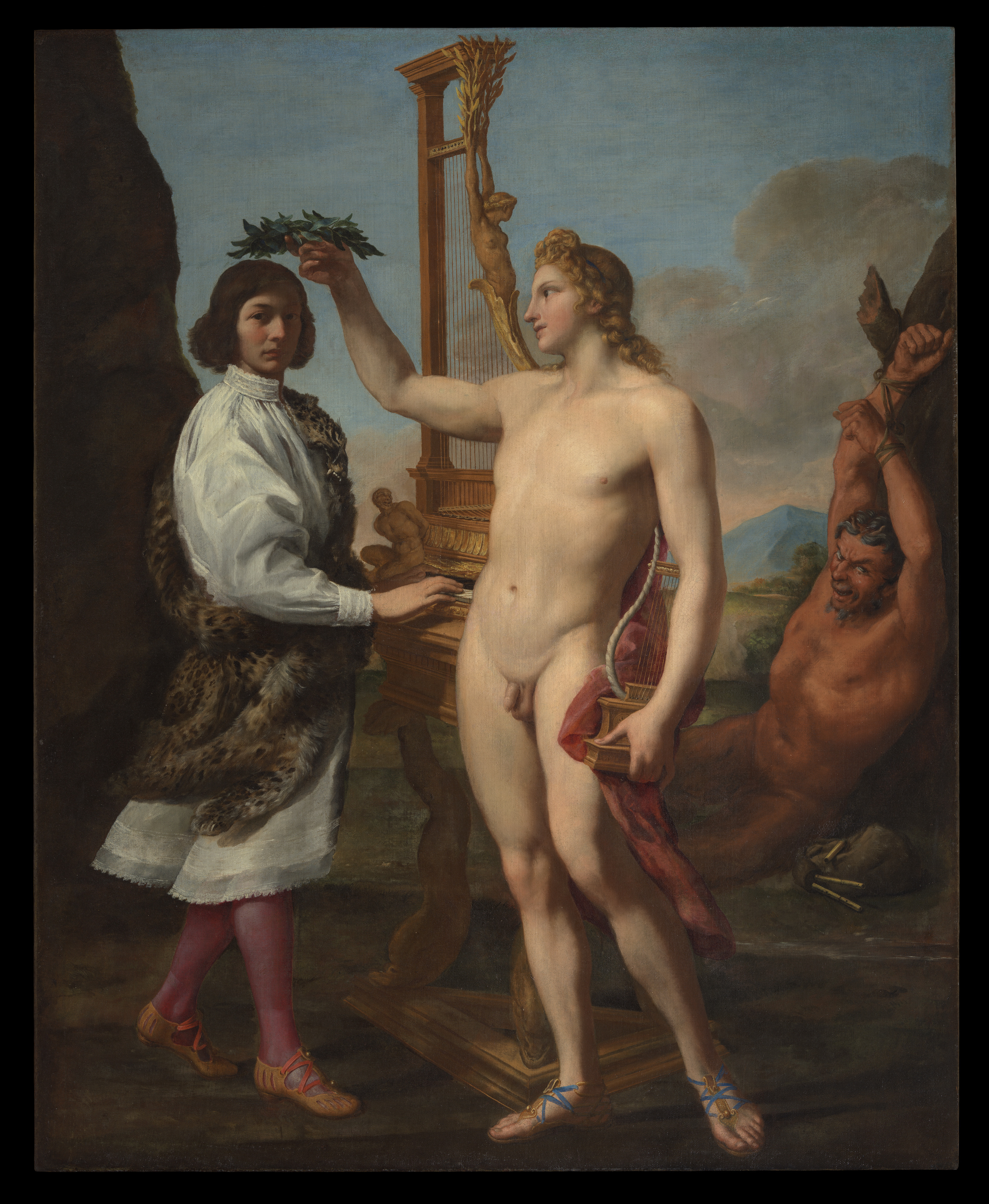

마르칸토니오 파스콸리니(Marc'Antonio Pasqualini, 1614년 4월 25일 ~ 1691년 7월2일)는 이탈리아의 소프라노 카스트라토이다 파스콸리니의 본명은 마르칸토니오(이탈리아어:marc'antonio)그는 7세때부터 소년합창단에 들어가면서 가수로서의 경력을 시작했다. 또한 그는 250개의 아리아와 칸타타를 작곡했다. 그는 자신의 후원자중 하나인 추기경과 지속적인 동성애관계를 맻었던것으로 추측.

## 참고
- 1.^Histoire des castrats
- 2.^Metropolitan Museum - Marcantoni Pasqualini crowned by Apollo
- 3.^ Roger Freitas, The Eroticism of Emasculation: Confronting the Baroque Body of the Castrato, The Journal of Musicology, Vol. 20, No. 2 (Spring, 2003), pp. 196-249.